# Csavar (egyszerű gép)

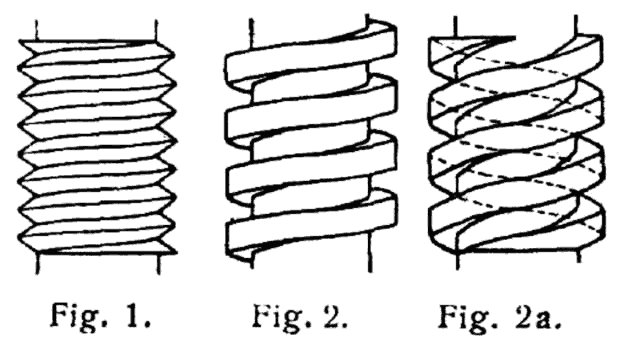
Csavarmenetek:
1. Élesmenet
2. Laposmenet
2a. Kétbekezdésű menet

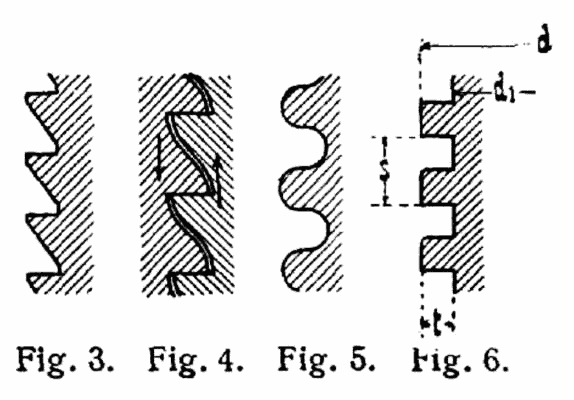
Csavarmenetek:
3., 4. Fűrészmenet
5. Zsinórmenet
6. Laposmenet

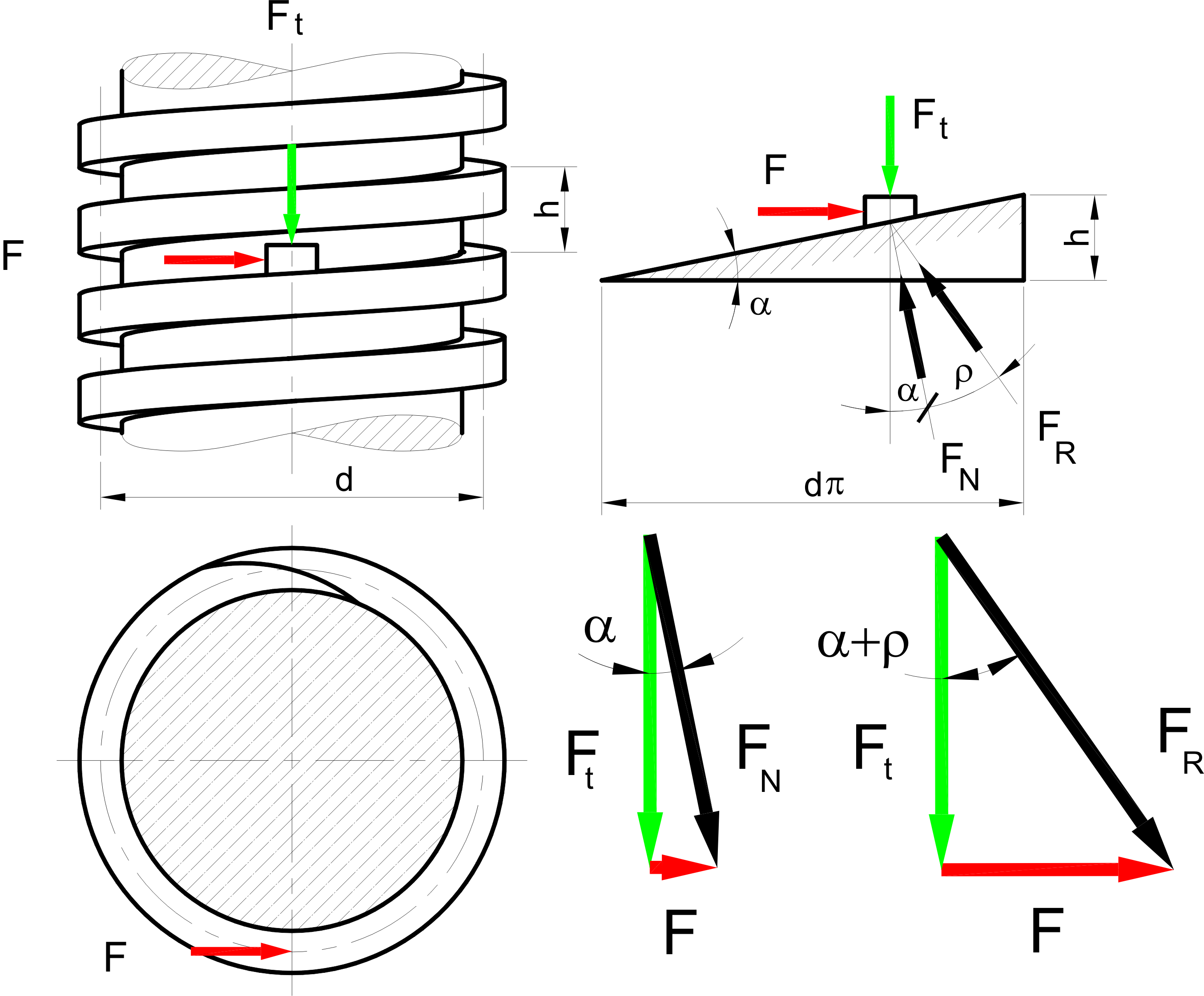
Laposmenetű csavar erőjátéka

A csavar egyike az egyszerű gépeknek. Az ókor óta használt eszköz nagy erőt igénylő gépek hajtására, mint például a szőlőprés, emelőberendezések, satu, szorítók. A csavar felfogható egy henger palástjára felcsévélt lejtőként is. A csavarorsó palástjába esztergált csavarfelület alakú menete a csavaranya megfelelően kialakított menethornyába illeszkedik.
A csavarmenet alakja szerint többféle lehet:
- Laposmenetnél a felfekvő felület csavarfelület alakú, tengelyirányú metszete a tengelyre merőleges egyenes. Ilyen menetet alkalmaznak azoknál a hajtásoknál, melyeknél a legjobb hatásfok elérése a cél, azonban szilárdsági viszonyai kedvezőtlenebbek.
- A trapézmenet sokkal nagyobb terhelésre alkalmas, hatásfoka azonban kedvezőtlenebb.
- Kötőcsavaroknál, ahol cél az, hogy a csavar nagy nyomatékkal való meghúzása után ne lazuljon ki, egyenlő oldalú háromszög alakú élesmenetet használnak, melynek a kilazításához is nagy nyomatékra van szükség.
- Ott, ahol a menetek egyszerű és alapos tisztítása különösen fontos, mint például az élelmiszeriparban, zsinórmenetet használnak.
- A fűrészmenet egyesíti a laposmenet és élesmenet tulajdonságait.

Nagy emelkedésű csavaroknál szokásos több bekezdést készíteni a terhelhetőség növelése céljából.

## A csavaron fellépő erőhatások
A laposmenetre ható tengelyirányú Ft erő a menet d középátmérőjére koncentrálható, ha a terhelés a meneteken egyenletesen oszlik meg. Ha a súrlódás elhanyagolható, akkor ezzel az erővel az F erő tart egyensúlyt, mely a d/2 sugáron ébred:
{\displaystyle F=F_{t}\tan \alpha \,}
A súrlódást is figyelembe véve meghúzáskor (a helyettesítő lejtőn felfelé mozgatáskor) a szükséges F erő:
{\displaystyle F=F_{t}\tan(\alpha +\rho )\,},
ahol 
{\displaystyle \mu =\tan \rho \,} a súrlódási tényező,
{\displaystyle \rho \,} pedig a súrlódási kúpszög, melyet az előző összefüggés definiál.
Lazításkor (a helyettesítő lejtőn lefelé mozgatáskor) az erő:
{\displaystyle F'=F_{t}\tan(\alpha -\rho )\,}.
Az orsó forgatásához szükséges nyomaték:
{\displaystyle M={\frac {d}{2}}F={\frac {dF_{t}}{2}}\tan(\alpha \pm \rho )\,}.
Élesmenetű csavarorsó esetén a menet felfekvő felülete {\displaystyle \beta } szöget zár be a tengelyirányú Ft erővel, a súrlódás számításához figyelembe veendő felületi normális irányú erő nagysága:
{\displaystyle {\frac {F_{t}}{\cos \beta }}\,}
Emiatt a {\displaystyle \mu } súrlódási tényező helyett a
{\displaystyle \mu '={\frac {\mu }{\cos \beta }}\,}
látszólagos súrlódási tényezővel kell számolni. 
A csavar terhelés alatt sem forog visszafelé (úgynevezett önzárás történik), ha
{\displaystyle \tan \alpha \leq \mu '}.

## A csavarhajtás hatásfoka
A csavarhajtás hatásfoka a teher emeléséhez szükséges energia és a csavarorsó forgatásához szükséges munka hányadosa:
{\displaystyle \eta ={\frac {\tan \alpha }{\tan(\alpha +\rho )}}}.

## Lásd még
- Csavar (kötőelem)